# Большой Гондыр
Большой Гондыр — село в Куединском районе Пермского края. Административный центр Большегондырского сельского поселения.

## Географическое положение
Расположено на реке Гондырка, примерно в 19 км к юго-западу от Куеды.

## История
Поселение впервые упоминается в письменных источниках с 1673 года. Первоначально известно как удмуртская деревня Быргин. Другие наименования — Быргында, Быргыш, Андреева, Кондырева. Гондыр в переводе с удмуртского языка означает медведь, но здесь это, скорее всего, личное имя.
Селом стало в 1896 году, когда здесь была построена деревянная Петро-Павловская церковь. С конца XVIII до второй половины XIX века село административно входило в состав Бирского уезда Оренбургской губернии, оставаясь при этом на территории Осинского уезда Пермской губернии. С 1860-х годов село, находившееся тогда на важной транспортной магистрали, было крупнейшим торговым центром Осинского уезда (обороты его ярмарки в 1889 году достигали 100 тысяч рублей и превышали показатели Осинской уездной ярмарки в 2 раза) и перевалочным пунктом для отправки сельскохозяйственной продукции за пределы Пермского края.
В 1929 году возник колхоз «Горд кужим» («Красная сила»), который в июле 1950 года был укрупнён. С ноября 1930 года по 1958 год существовала Большегондырская МТС. В 1930-х годах здесь работал Большегондырский лесозаготовительный район (лесозаг). Большой Гондыр являлся центром Большегондырской волости Осинского уезда (со второй половины XIX до 20-х годов XX века) и Большегондырского (первоначально — Гондырского) сельского совета (до января 2006 года).

## Население
| 2010 | 2021  |
| ---- | ----- |
| 1141 | ↗1343 |

По данным на 1926 год население составляло 1425 человек.

## Топографические карты
- Лист карты P-40-123.